# Sant Miquel del Cros
Sant Miquel del Cros és una església amb elements modernistes i de les darreres tendències d'Argentona (Maresme) protegida com a Bé Cultural d'Interès Local.

## Descripció
Capella amb volta absidal i llanternó a base de paraboloides i hiperboloides, d'estil gaudinià.

## Història
Aquesta capella, que forma part de la propietat que duu el nom del veïnat (casal obra de l'arquitecte Josep Puig i Cadafalch), havia estat bastida sobre restes de construccions romanes i fou refeta l'any 1929 per Lluís Bonet i Garí. La documentació sobre l'ermita es deu principalment a Carreras Candi qui n'explica l'existència pel document del 1187. La col·locació més antiga és de l'any 1323; n'hi ha una altra, del 1385, a favor de Joan de Caldes per renúncia de Bernat d'Agell al benefici de l'altar de Sant Miquel del Cros. Cap a l'any 1884 s'enderrocà la capella romànica i en construïren una de nova, segons projecte de Domènech i Estapà, que fou enderrocada l'any 1926, aleshores es construí l'actual.